# Ринконский сапотекский язык
Ринконский сапотекский язык (Northern Villa Alta Zapotec, Rincón Zapotec, Zapoteco de Yagallo, Zapoteco del Rincón) — сапотекский язык, на котором говорят на севере штата Оахака в Мексике.
Ринконский сапотекский язык имеет южноринконский диалект (Southern Rincon Zapotec, Zapoteco de Rincón Sur), на котором говорят на территории штата Оахака в Мексике.